# Římskokatolická farnost Mladá Vožice
Římskokatolická farnost Mladá Vožice je územním společenstvím římských katolíků v rámci táborského vikariátu českobudějovické diecéze.

## O farnosti

### Historie
Plebánie v Mladé Vožici je poprvé písemně doložena v roce 1355. Současný farní kostel sv. Martina byl vystavěn roku 1581 na místě kostela staršího. Kostel tehdy (až do roku 1624) sloužil protestantské bohoslužbě. Od roku 1650 jsou vedeny matriky. Roku 1794 byl zchátralý chrám ze 16. století přestavěn v barokním slohu. Roku 1874 byla místní farnost povýšena na děkanství (tento titul není v současnosti používán).
V přifařené obci Radvanov byl v 60. letech 20. století zřízen charitní domov, v němž byli internováni někteří z československých biskupů (např. Štěpán Trochta) a jiných církevních hodnostářů. Již po pádu komunismu zde prožil závěr života opat premonstrátského kláštera v Nové Říši na Moravě, Rmus.D. Augustin Machalka, O.Praem.

### Současnost
Farnost Mladá Vožice je dodnes obsazována sídelním duchovním správcem, který je navíc administrátorem ex currendo ve farnostech Hlasivo, Nová Ves, Smilovy Hory, Šebířov a Vrcholtovice.
| Kostel               | Místo        | Bohoslužba                  | Bohoslužba             | Poznámka        |
| -------------------- | ------------ | --------------------------- | ---------------------- | --------------- |
| Kostel sv. Martina   | Mladá Vožice | neděle pondělí středa pátek | 9.30 8.30 17.00        | farní kostel    |
| Kostel Všech svatých | Mladá Vožice | neslouží se pravidelně      | neslouží se pravidelně | filiální kostel |
| Kostel sv. Mikuláše  | Zárybničí    | neslouží se pravidelně      | neslouží se pravidelně | filiální kostel |